# Tae Bo

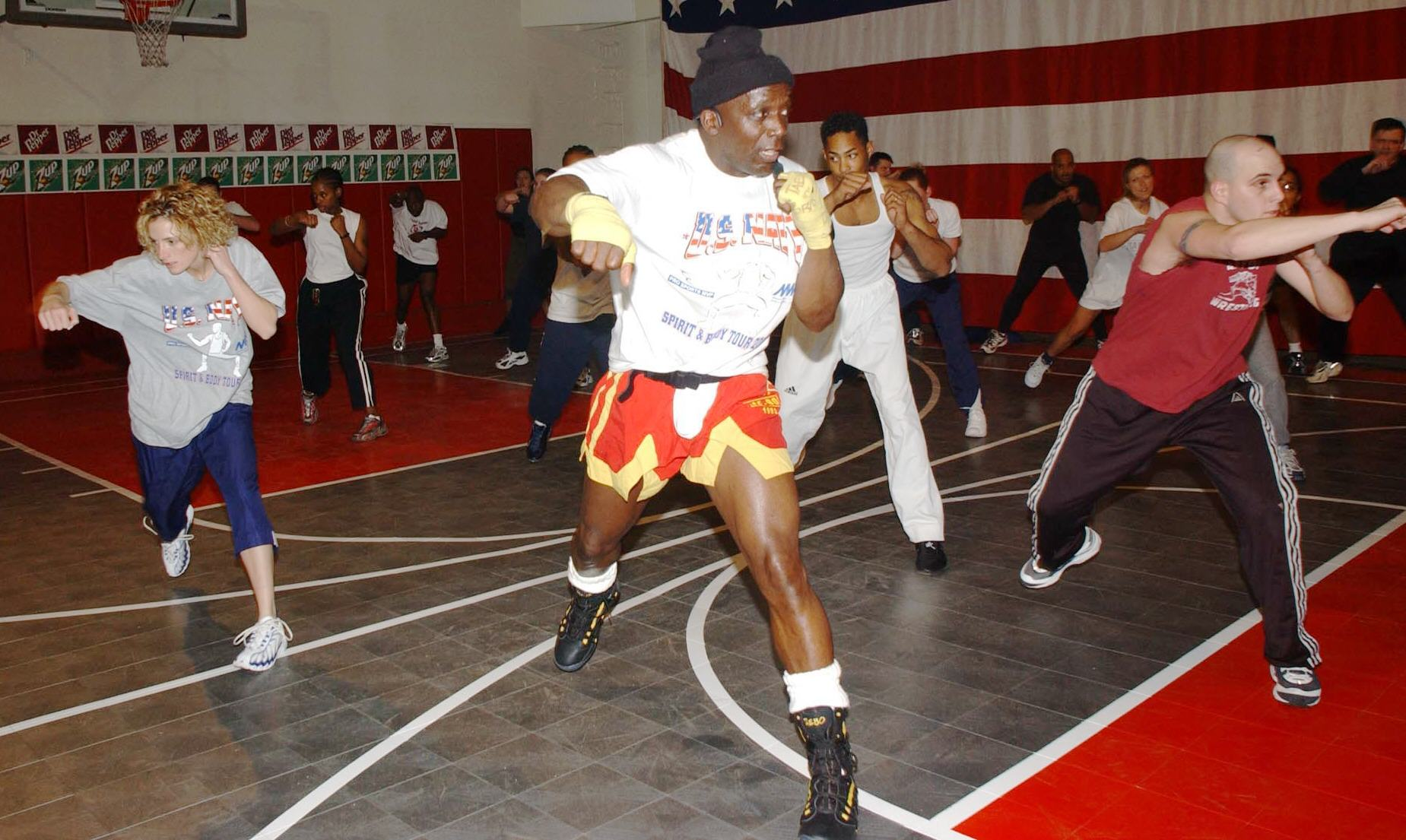
Tae-Bo-Workout mit Billy Blanks (Mitte, 2002)

Tae Bo ist eine Fitness-Sportart, die Elemente aus asiatischen Kampfsportarten wie Karate, Taekwondo oder Kickboxen mit Aerobic verbindet und in Workouts meist zu schneller Musik praktiziert wird. Es ist jedoch selbst kein Kampfsport und keine Selbstverteidigungstechnik, sondern reine Fitnessgymnastik.
Der Name erinnert an asiatischen Kampfsport, ist aber ein Akronym für den Slogan des Erfinders von Tae Bo, Billy Blanks, und steht für:
- Total commitment to whatever you do (= Volles Engagement für das, was du tust)
- Awareness of yourself and the world (= Bewusstsein deiner selbst und deiner Umwelt)
- Excellence, the truest goal in anything you do (= Perfektion, das wichtigste Ziel in all deinem Tun)
- the Body as a force for total change (= der Körper als die Macht für totale Veränderung)
- Obedience to your will and your true desire for change (= Gehorsam deinem Willen gegenüber und deinem wahren Verlangen nach Veränderung)

Der Karatechampion Billy Blanks begann 1989, sein Programm auf Videos und später DVDs zu vermarkten. In Fitnessstudios werden inzwischen weltweit und mit großem Erfolg Tae-Bo-Kurse angeboten. Der Name ist markenrechtlich geschützt. In Deutschland besaß die IFAA bis Ende 2015 das Recht, den Namen zu nutzen. Es gibt viele weitere Institutionen, die ähnlich aufgebaute Kurse unter anderen Namen (z. B. Thai-Fit, Thai Bo, Tai Bo, Toso X) anbieten.
Tae Bo ist im Vergleich zu Kampfsportarten relativ leicht zu erlernen, dennoch bedarf es einer genauen Technik, was wiederum dazu führt, dass Tae Bo richtig ausgeübt als eine der anstrengendsten Fitness-Sportarten gilt. In den Trainingsstunden werden acht einfache Techniken aus dem Kampfsport eingesetzt und mit Zusatztechniken und motivierender Musik kombiniert. Die Techniken werden gezielt und kraftvoll durchgeführt, so dass mit hoher Körperspannung gearbeitet wird. Durch den sehr intensiven Workout (die rhythmusgebende Musik kann bis zu 185 BPM schnell sein) sollen Kreislauf, Muskelausdauer und -stärke und die Beweglichkeit verbessert werden. Die Übungseinheiten dauern in der Regel knapp eine Stunde, jedoch bietet Blanks auch „Sieben-Minuten-Total-Body-Workout-Videos“ an.

## Die Techniken
Tae Bo besteht aus 16 verschiedenen Techniken, die in 8 Haupt- und 8 Nebentechniken aufgeteilt werden. Die Haupttechniken bestehen aus vier Punches (Schläge mit den Fäusten) und vier Kicks.
Jede Technik hat ihre eigene Zahl. Im Training können diese Techniken beliebig miteinander kombiniert werden, um einen Bewegungsablauf zu erstellen.

### Die Haupttechniken
```
 
Punches:

   
1.
 Jab → Offensive Jab
          → Leadleg Jab
          → Stationary Jab
   
2.
 Cross Punch
   
3.
 Hook
   
4.
 Uppercut
 
Kicks:
    
   
5.
 Frontkick
   
6.
 Roundhousekick
   
7.
 Sidekick
   
8.
 Backkick
```